# Ali Abad
'Alīābād, 'Alī Abād o 'Alīābād-e Katul (farsi علی‌آباد کتول) è il capoluogo dello shahrestān di Aliabad, circoscrizione Centrale, nella provincia del Golestan. Aveva, nel 2006, una popolazione di 46.183 abitanti.